# Carl Neureuther
Carl Neureuther, teilweise auch Karl (* 29. September 1838; † 2. April 1921), war ein bayerischer Offizier.

## Militärische Karriere
Neureuther absolvierte als Absolvent der bayerischen Kriegsakademie eine militärische Karriere zunächst in der Artillerie und war zuletzt in der Topographietruppe tätig.
Er leitete dort als Generalmajor das Topographische Bureau des Generalstabes. Diese Amt hatte er 1889 von Carl Maximilian von Orff übernommen.

## Weitere Aktivitäten
Er war etliche Jahre Vorsitzender des Münchener Vereins für Luftschiffahrt. Im Jahre 1903 wurde Neureuther zum Schriftleiter (Chefredakteur) der Redaktion der Aeronautischen Mitteilungen gewählt.
Zudem betätigte er sich auch schriftstellerisch.